# سیلوستر ۱۳۶۵۸
سیارک ۱۳۶۵۸ (به انگلیسی: 13658 Sylvester، نامگذاری:1997FB) سیزده هزار و ششصد و پنجاه و هشتمین سیارک کشف شده‌است که در ۱۸ مارس ۱۹۹۷ کشف شد.
قدر مطلق سیارک برابر ۱۵٫۲۰ است.